# Lucknow
Lucknow (em hindi: लखनऊ; romaniz.: Lucknow; em Língua urdu: لکھنؤⓘ, Lakhnaū; AFI: [ˈləkʰna.uː]) é a capital do estado de Utar Pradexe, na Índia. Lucknow é a sede administrativa do distrito e da divisão homônimos; de acordo com o governo da Índia, o distrito de Lucknow é um dos noventa Distritos de Concentração de Minorias do país, indicados pelo censo de 2001.
Localizado na região historicamente conhecida como Awadh, Lucknow sempre foi uma cidade multicultural. Os costumes da corte, belos jardins, poesia, música e alta gastronomia patrocinados pelos nababos (nawabs) amantes do persa da cidade são bem conhecidos pelos indianos, bem como por estudantes e amantes da história e da cultura da Ásia Meridional.
Lucknow é conhecida popularmente como A Cidade dos Nababos, Cidade Dourada do Oriente, A Xiraz da Índia (Shiraz-i-Hind) e A Constantinopla da Índia.
Lucknow tem o primeiro banco de DNA humano da Ásia, o segundo do mundo a ter um sistema de identificação de DNA, criado através de uma parceria do Estado com empresas privadas.

## História

Imagem de Lucknow durante a Revolta dos Cipaios. Fotografia de Felice Beato.

Fundada no século XIII, a cidade não se desenvolveu senão a partir do século XVIII com o Império Mogol, que designou um nawab para governar a região. Esta dinastia de nababos durou até à anexação do território pelos britânicos em 1856.
Até 1857 foi cenário de sangrentos confrontos relacionados com a Revolta dos Cipaios. Lucknow foi assediada em primeiro lugar pelas forças rebeldes. Só foi recuperada pelos ingleses em março de 1858 após uma resistência feroz.

## Lugares de interesse
- Imambara Bara: mausoléu de Asaf-ud-Daula, construído no século XVIII. O vestíbulo deste mausoléu, de 50 metros de comprimento, é um dos maiores do mundo. O conjunto inclui também uma mesquita, datada da mesma época.

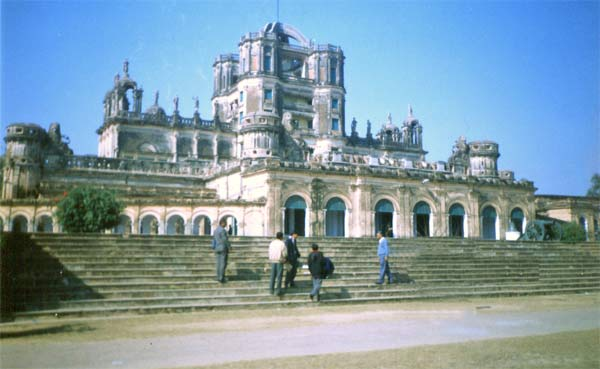
A Martiniere em Lucknow

- Imambara Chhota ou Hussainabad: construído em meados do século XIX alberga os túmulos de Ali Xá e de outros familiares. Em frente do mausoléu está a torre de relógio mais alta de toda a Índia: com uma altura total de 67 metros, foi construída também no século XIX.
- Escola Martiniere: o francês Claude Martin, ao serviço da Companhia Britânica das Índias Orientais, fez construir este palácio com uma estrutura mais parecida com a de um forte.
- Residência: neste conjunto de edifícios os britânicos e alguns indianos fiéis ao império resistiram ao assédio dos cipaios em 1857. No jardim estão enterrados os corpos de todos os que morreram durante os ataques.